# Dima Bilan
Dima Bilan (rusky Дима Билан), vlastním jménem Viktor Nikolajevič Belan (rusky Виктор Николаевич Белан) (* 24. prosince 1981 Usť-Džeguta, Karačajsko-Čerkesk, SSSR) je ruský popový zpěvák karačejského a ruského původu.
Dima reprezentoval Rusko na Velké ceně Eurovize v roce 2006 s písní Never Let You Go, tehdy skončil druhý. O dva roky později, 24. května 2008 se stal vítězem Velké ceny Eurovize 2008, s písní Believe. K vítězství mu dopomohli i Edvin Marton a Jevgenij Pljuščenko.
V roce 2012 se prostřednictvím ruského národního kola pokoušel potřetí dostat na Eurovision Song Contest, a to v duetu s bývalou členkou skupiny t.A.T.u. Julií Volkovovou. V součtu hlasování televizních diváků a porotců nakonec skončili na druhém místě, a Rusko tak na Eurovizi reprezentovat nemohli.
V prosinci 2023 se Bilan v Moskvě zúčastnil Téměř nahé party, která byla silně kritizována ze strany některých vedoucích ruských představitelů včetně prezidenta Putina. Zpěvák poté uvedl, že chápe veřejné rozhořčení a zopakoval svou podporu válečným cílům a rodinám ruských vojáků.

## Alba
- 2003 – Я ночной хулиган (Ja nočnoj chuligan)
- 2004 – На берегу неба (Na beregu neba)
- 2006 – Время-река (Vremja reka)

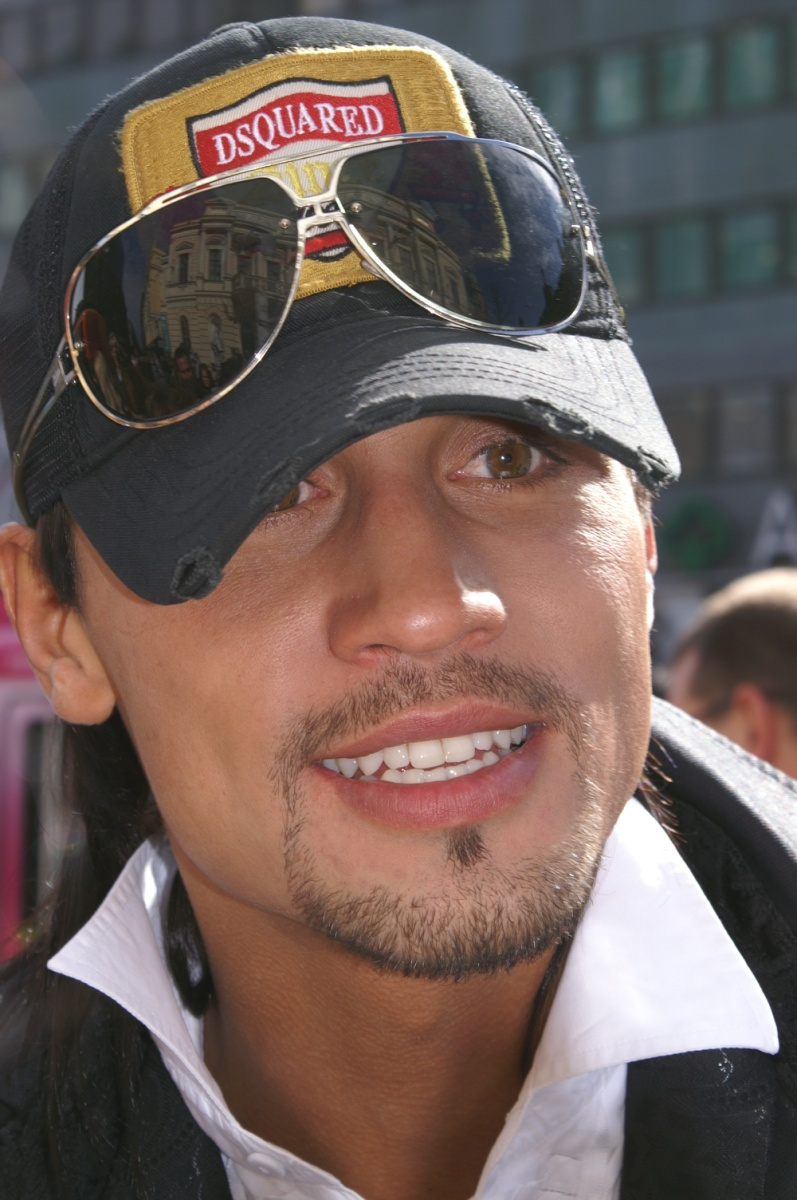
Dima Bilan

- Dima Bilan2008 – Против правил (Protiv pravil)
- 2009 – Believe
- 2011 – Мечтатели (Dreamers)

## Filmografie
- 2005 – Not Born Beautiful (cameo)
- 2006 – Club (cameo)
- 2006 – The Adventures of Pinocchio (Duremar)
- 2007 – Star break (Fortiano)
- 2007 – Kingdom of Crooked Mirrors (Gurd)
- 2008 – Goldfish
- 2009 – Pinocchio
- 2011 – Theatre of the Absurd